# Through The Fire
Through the Fire es el primer y único álbum de estudio de la banda estadounidense Hagar Schon Aaronson Shrieve, más conocida como HSAS. Su único sencillo, la canción "Whiter Shade of Pale" (original de Procol Harum), alcanzó la posición No. 94 en la lista Billboard Hot 100.

## Lista de canciones
Todas las canciones fueron escritas por Sammy Hagar y Neal Schon, excepto "Whiter Shade of Pale", escrita por Gary Brooker, Matthew Fisher y Keith Reid

### Lado 1
1. "Top of the Rock" - 4:21
2. "Missing You" - 4:28
3. "Animation" - 4:55
4. "Valley of the Kings" - 3:30
5. "Giza" - 1:22

### Lado 2
1. "Whiter Shade of Pale" - 4:49 (cover de Procol Harum)
2. "Hot and Dirty" - 4:19
3. "He Will Understand" - 4:49
4. "My Home Town" - 4:06

## Créditos
- Sammy Hagar - voz
- Neal Schon - guitarra
- Kenny Aaronson - bajo
- Michael Shrieve - batería

## Sencillos
- "Whiter Shade of Pale" / "Hot And Dirty" - EE. UU. (Geffen 29280-7)
- "Whiter Shade of Pale" / "Hot And Dirty" - Japaón (Geffen 07SP 804)
- "Whiter Shade of Pale" / "Whiter Shade of Pale (edit)" - Promo (Geffen 7-29280)
- "Whiter Shade of Pale" / etched signatures in wax - Promo (Geffen PRO-A-2142)